# Yepcalphis cingalesa
Yepcalphis cingalesa là một loài bướm đêm trong họ Noctuidae.